# Balkh
Balkh er en lille by i Balkh-provinsen i Afghanistan, omtrent 20 km nordvest fra provinsens administrationscenter Mazar-e Sharif, og 74 km syd for Amu Darja, kendt som Oxus-elven i antikken, som tidligere gik forbi Balkh. Den antikke by er den ældste i Afghanistan, forbindes med navnet Bhakri, og var kendt som Zainaspa. Balkh er nu for det meste en mængde ruiner placeret 12 km fra den højre bred af Balkh-elven.

## Balkh i 1911
På grund af malaria i løbet af regntiden ved Balkh, flyttede det regionale administrationscenter i 1870erne til Mazar-e Sharif.
I 1911 bestod Balkh af en bosætning med 500 afghanere, en koloni jøder og en lille basar placeret midt i en mængde ruiner og områder med skrot.